# Freie Fettsäuren
| Vergleich von Fetten und Ölen (= Triglyceride, oben) mit ausgewählten freien Fettsäuren (unten) |
| ----------------------------------------------------------------------------------------------- |
| Ein Triglycerid mit drei verschiedenen chemisch gebundenen (veresterten) Fettsäuren             |
| Freie Fettsäuren (Beispiele)                                                                    |
| Die Fettsäurereste sind blau, grün bzw. rot markiert.                                           |

Freie Fettsäuren sind in der Lebensmittelchemie Fettsäuren, die in fetthaltigen Nahrungsmitteln neben den als Ester gebundenen Fettsäuren vorliegen. Freie Fettsäuren sind in Fetten und Ölen, die als Nahrungsmittel benutzt werden, unerwünschte Bestandteile (= nicht als Ester des Glycerins chemisch gebundene Carbonsäuren), die deren Qualität ungünstig beeinflussen.
Mit zunehmendem Gehalt an freien Fettsäuren steigt die Säurezahl, während der Rauchpunkt sinkt.

## Bewertung
Je deutlicher ein bestimmter akzeptabler Gehalt an freien Fettsäuren überschritten wird, umso minderwertiger ist ein Speiseöl oder -fett. Der ermittelte Gehalt an freien Fettsäuren (z. B. Ölsäure, Linolensäure) lässt einen Rückschluss auf qualitätsmindernde thermisch belastende Zubereitung, Zersetzungsprozesse oder Vorbehandlung zu. Nicht raffinierte natürliche Öle weisen in der Regel eine Säurezahl von unter 10 auf. Raffinierte (gereinigte) Öle haben eine Säurezahl von unter 0,2.
Für die Qualitätseinstufung wie „nativ extra“ oder „nativ“ bei Olivenölen ist unter anderem der zulässige Gehalt an freien Fettsäuren ausschlaggebend. Das sogenannte Lampantöl ist ein durch Kaltpressung gewonnenes Olivenöl, das aufgrund seines erhöhten Gehalts an freien Fettsäuren nicht für den menschlichen Verzehr freigegeben ist.

## Analytische Bestimmung
Die Säurezahl (SZ) ist eine chemische Größe zur Charakterisierung von sauren Bestandteilen in Fetten oder Ölen. Sie bezeichnet die Masse an Kaliumhydroxid (in mg), die notwendig ist, um die in 1 g Fett enthaltenen freien Fettsäuren zu neutralisieren.
Dabei werden jedoch nicht die  als Acylglycerine (= Fettsäureester) chemisch gebundenen Säuren mit erfasst, wie bei der Verseifungszahl.